# 蒙塔斯特吕克-拉孔塞耶尔
蒙塔斯特吕克-拉孔塞耶尔（法語發音：[mɔ̃tastʁyk la kɔ̃sɛjɛʁ]）是法国上加龙省的一个市镇，属于图卢兹区。

## 地理
蒙塔斯特吕克-拉孔塞耶尔（43°43'3"N, 1°35'25"E）面积15.49 平方千米，位于法国奧克西塔尼大區上加龙省，该省份为法国西南部内陆省份，西南端与西班牙接壤，自此顺时针与上比利牛斯省、热尔省、塔恩-加龙省、塔恩省、奥德省和阿列日省接壤。
与蒙塔斯特吕克-拉孔塞耶尔接壤的市镇（或旧市镇、城区）包括：热米勒、加里代什、格拉尼亚格、蒙皮托勒、波亚克、罗克塞里耶尔、圣让莱尔姆。

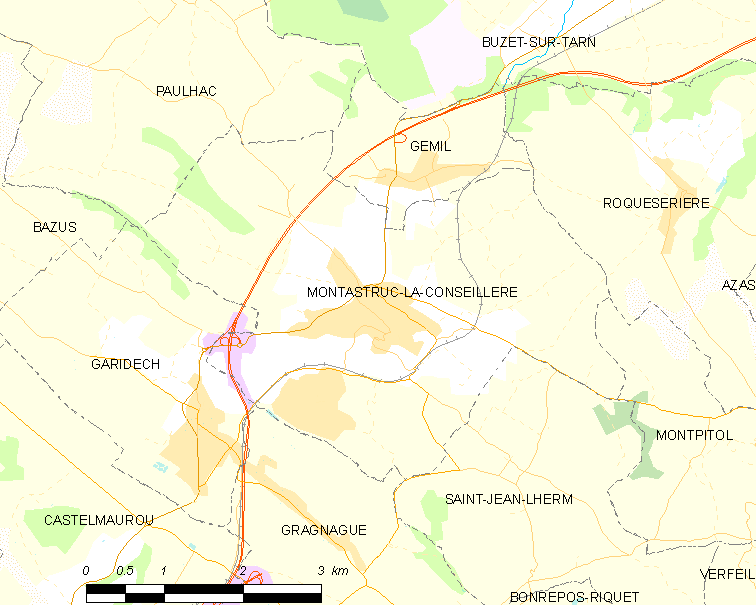
蒙塔斯特吕克-拉孔塞耶尔的OSM定位图

蒙塔斯特吕克-拉孔塞耶尔的时区为UTC+01:00、UTC+02:00（夏令时）。

## 行政
蒙塔斯特吕克-拉孔塞耶尔的邮政编码为31380，INSEE市镇编码为31358。

## 政治
蒙塔斯特吕克-拉孔塞耶尔所属的省级选区为佩什博尼约县。

## 人口

1962-2008年间蒙塔斯特吕克-拉孔塞耶尔人口变化图示

蒙塔斯特吕克-拉孔塞耶尔于2022年1月1日时的人口数量为3719人。

## 友好城市
- 法國 迈济耶尔莱梅斯